# Berthe Ostyn
Berthe Ostyn (* 23. Februar 1906 in Aachen; † unbekannt) war eine deutsche Schauspielerin.

## Leben
Früh verheiratet, nahm sie Schauspiel- und Gesangsunterricht. Durch Vermittlung der Tochter des Regisseurs Carl Froelich erhielt sie 1929 ihre erste Filmrolle in Die Nacht gehört uns. Sie zog daraufhin von Breslau nach Berlin und wirkte in mehreren Filmen des anbrechenden Tonfilmzeitalters mit.
Berthe Ostyn verkörperte bevorzugt kokette Frauen der Bühnenwelt wie Schauspielerinnen (Der Schuß im Tonfilmatelier), Tänzerinnen (Die Csikosbaroneß), Mannequins (Ich geh’ aus und Du bleibst da) und Sängerinnen (Er und seine Schwester). In Dienst ist Dienst (1931) betörte sie als Kabarettstar Carola ein österreichisches Husarenregiment, in Wenn dem Esel zu wohl ist (1932) mimte sie ein Barmädchen, das vorgibt, eine Gräfin zu sein. 1933 war sie in Eine Stadt steht kopf das „blonde Gift“ eines Revisionsrats (Heinrich Schroth). Obwohl ihre Rollen oft recht wichtig waren, stand sie doch regelmäßig im Schatten der namhaften Hauptdarstellerin. Bereits 1934 war ihre Karriere beendet.

## Filmografie
- 1929: Die Nacht gehört uns
- 1930: Der Schuß im Tonfilmatelier
- 1930: Die große Sehnsucht
- 1930: Die Csikosbaroneß
- 1930: Die blonde Nachtigall
- 1930: Der Sohn der weißen Berge
- 1931: Jeder fragt nach Erika
- 1931: Kopfüber ins Glück
- 1931: Ich geh’ aus und Du bleibst da
- 1931: Er und seine Schwester
- 1931: Dienst ist Dienst
- 1931: Die Pranke
- 1932: Wenn dem Esel zu wohl ist
- 1932: Der Schützenkönig
- 1932: Eine Stadt steht kopf
- 1932: Holzapfel weiß alles
- 1932: Kiki
- 1932: Marco, der Clown (Camp volant)
- 1932: Eine Stadt steht kopf
- 1933: Die Fahrt ins Grüne
- 1934: Es tut sich was um Mitternacht / Ein Mädchen mit Tempo

## Tondokument
- Apachenlied (Kittchen-Song) aus dem Tonfilm “Holzapfel weiß alles” (H. J. Salter - Ch. Roellinghoff) Originalbesetzung Berthe Ostyn und Luigi Bernauer mit Orchesterbegleitung. Homocord H 4347-I (H-83 966), aufg. Berlin 1932